# Дамьянович, Милан
Милан Дамьянович (серб. Милан Дамјановић; 15 октября 1943 года, Книн — 23 мая 2006 года, Белград) — югославский и сербский футболист, защитник.
За национальную сборную провёл семь матчей, в том числе участвовал в двух финальных матчах Евро 1968.
За югославский Партизан Милан Дамьянович сыграл 214 официальных матчей. Играл, как правило, на позиции левого защитника.
После окончания игровой карьеры некоторое время был главным тренером клубов Франции, Замбии и Югославии.